# Zygodactylus
Zygodactylus — вимерлий рід птахів родини Zygodactylidae, що існував протягом олігоцену-міоцену, 23-16 млн років тому в Європі. Скам'янілі рештки Zygodactylus виявлені у Франції та Німеччині.

## Види
- Zygodactylus grivensis
- Zygodactylus ignotus
- Zygodactylus luberonensis